# الوهيبية
الوهيبية هي إحدى القرى التابعة لإمارة منطقة حائل بالمملكة العربية السعودية وتبعد قرابة 115كم إلى الجنوب من مدينة حائل وقد اسسها مبارك بن عمير الشملاني العنزي عام 1365هـ بمنحة من الأمير عبد العزيز بن مساعد بن جلوي آل سعود أمير منطقة حائل آنذاك. وبعد وفاته رحمه الله خلفه في أمارة القرية أبنه ناصر ثم أبنه عبد الرحمن.

## التسمية
يعود اسم الوهيبية إلى آبار حفرت منذ القدم في واد يفيض من أعالي جبال أرينبة وينساب جنوبا ليصب في واد الشعبة، وكانت موارد ماء للقبائل التي تمر بهذه المناطق بحثا عن المرعى ثم هجرت لعدد من الاعوام حتى تم تأسيس القرية الحديثة.

## الموقع

### أقرب المدن لها
- مدينة سميراء وتبعد عنها حوالي 30 كم.
- مدينة الروضة وتبعد عنها 30 كم تقريباً.